# Okręg poniewieski
Okręg poniewieski (lit. Panevėžio apskritis) – jeden z dziesięciu okręgów Litwy ze stolicą w Poniewieżu, położony w północnej części kraju. Zajmuje powierzchnię 7881 km² i liczy 254 218 mieszkańców, gęstość zaludnienia wynosi 32,3 osób/km².

## Podział administracyjny
Okręg dzieli się na 6 rejonów:
- Rejon birżański (stol. Birże)
- Rejon kupiszecki (stol. Kupiszki)
- Poniewież (rejon miejski) (miasto Poniewież)
- Rejon poniewieski (stol. Poniewież)
- Rejon poswolski (stol. Poswol)
- Rejon rakiszecki (stol. Rakiszki)

W okręgu znajduje się 12 miast i 2812 wsi.

## Miasta
W okręgu jest 12 miast, spośród których największe to:
1. Poniewież (Panevėžys)
2. Rakiszki (Rokiškis)
3. Birże (Biržai)
4. Poswol (Pasvalys)
5. Kupiszki (Kupiškis)